# Gerhard Wimberger
Gerhard Wimberger   (Viena, 30 d'agost de 1923 - Salzburg, 13 d'octubre de 2016) va ser un compositor, director d'orquestra i professor universitari austríac.

## Biografia
Del 1940 al 1947, interromput pel treball i el servei militar, Wimberger va estudiar composició amb Cesar Bresgen i Johann Nepomuk David, a més de direcció amb Clemens Krauss i Bernhard Paumgartner al Mozarteum Salzburg.
El 21 de gener de 1948 es van estrenar per primera vegada obres del jove compositor en el marc d'una vetllada de composició. Del 1947 al 1951, Wimberger va treballar com a repétiteur i director d'orquestra a la Volksoper de Viena i al Teatre Estatal de Salzburg. Del 1949 al 1953 va treballar al Festival de Salzburg i del 1953 al 1981 com a cap de la classe de direcció al Mozarteum. Allà també va dirigir una classe de composició del 1968 al 1991. El seu compromís amb el Festival de Salzburg, del qual va ser membre de la junta directiva del 1971 al 1991, va ser significatiu. Va treballar molt per ancorar la música contemporània al programa del festival.
Wimberger va ser membre corresponent de l'Acadèmia de Belles Arts de Baviera des del 1977. Del 1990 al 1998 va ser president de la societat col·leccionista AKM. Com a director d'orquestra i com a membre del jurat, Wimberger va treballar internacionalment durant molts anys. El 30 de novembre de 2003, l'orquestra Mozarteum va interpretar l'oratori Quaestio Aeterna - Deus amb motiu del seu 80è aniversari, amb Ivor Bolton per primera vegada. Des del 2006, Wimberger va ser membre del Consell Assessor de la Fundació Giordano Bruno. Wimberger va contrastar la religió cristiana amb una "religiositat agnòstica-ateista basada en l'humanisme". Wimberger va escriure nombrosos assajos, assaigs i altres escrits i va donar moltes conferències sobre música i problemes de la nova música, així com sobre temes d'actualitat filosòfica i teològica.
Les seves obres han estat interpretades a molts països per orquestres conegudes, incloses la Filharmònica de Viena, Filharmònica de Berlín, lOrquestra de la Ràdio de Múnic, van actuar amb directors coneguts com Herbert von Karajan i de solistes i conjunts d'alta categoria.
Gerhard Wimberger, es pare de l'actor Andreas Wimberger, va morir l'octubre del 2016 a l'edat de 93 anys.

## Estil
En una autodescripció, Gerhard Wimberger escriu:
| « | <Assumeixo honestedat intel·lectual, estilística i tècnica en cada treball artístic-creatiu. A més, l'equilibri entre l'emoció del resultat sonor i la racionalitat de l'ordre constructiu subjacent sempre ha estat la meva màxima prioritat. Per a la realització de les meves idees faig servir tot el material sonor, els instruments tradicionals i les pràctiques electròniques. Intento eliminar els prejudicis i les ideologies tant com sigui possible i deixar-me guiar només per la curiositat creativa, evitar qualsevol unilateralitat compositiva-estilística i mantenir una àmplia gamma d'enfocaments diferents sobre com el material es converteix en música. Penso molt en l'artesania sense pretensions i segueixo advocant per una funció social de la música. El significat de tota activitat com a compositor es troba, segons la tasca que tingui, en algun lloc del triangle marcat pels punts: "Realització dels somnis del propi compositor", "Enriquiment" i "entreteniment" per a l'oient.> | » |

 Com a credo artístic, també va formular a més:
| « | <Composo estilísticament poc ortodox i ho intento per equilibrar les forces de la tradició, el present i el progrés que m'afecten i mantenir el meu treball lliure d'actituds de moda, pensar tan clarament els meus pensaments musicals que també els puguin entendre els altres, ordenar una àrea àmplia en l'àmbit ampli del contingut artístic entre serietat i alegria, d'aquesta manera fusionar les possibilitats compositives i estilístiques del nostre temps en una síntesi personal.> | » |

## Premis
- Premi estatal austríac de música de 1967 (premi de promoció)[4]
- 1968 República d'Àustria: Premi estatal de música per al 1967[5] en el camp de les obres orquestrals
- 1977 Premi estatal austríac de música (premi d'agraïment)[4]
- 1979 Ministeri Federal d'Educació, Ciència i Cultura: Premi de Música
- 1983 República d'Àustria: Creu d'honor austríaca per a la ciència i l'art, 1a classe
- 1991 República d'Àustria: Gran Decoració d'Honor de Plata pels Serveis a la República d'Àustria
- 1992 Mozarteum University of Salzburg: membre honorari
- 1994 Fundació Internacional Mozarteum: medalla de plata Mozart
- 1998 Fundació Internacional Mozarteum: membre honorari[6]
- 2003 Oficina del govern provincial de Salzburg: Ring des Landes Salzburg
- Oficina del govern provincial de Salzburg: Medalla d'Honor d'Or de l'Estat de Salzburg